# Ludwig von Urlichs
Karl Ludwig (von) Urlichs, född den 9 november 1813 i Osnabrück, död den 3 november 1889 i Würzburg, var en filolog och arkeolog. 
von Urlichs blev professor i Bonn 1844, i Greifswald 1847 och i Würzburg 1855. Huvudföremål för hans djupgående studier var de romerska författarna Plinius den äldre och Tacitus samt klassisk (delvis även nyare) arkeologi. Även som politiker och kännare av den tyska litteraturhistorien gjorde von Urlichs sig bemärkt. Han adlades 1885.